# Recopa d'Europa de futbol 1987-88
La Recopa d'Europa de futbol 1987-88 fou la vint-i-vuitena edició de la Recopa d'Europa de futbol. La final fou guanyada pel KV Mechelen enfront l'Ajax Amsterdam.

## Ronda preliminar
| Equip 1 | Global | Equip 2            | Anada | Tornada |
| ------- | ------ | ------------------ | ----- | ------- |
| AEL     | 1-6    | FC Dunajská Streda | 0-1   | 1-5     |

## Primera ronda
| Equip 1                    | Global | Equip 2               | Anada | Tornada |
| -------------------------- | ------ | --------------------- | ----- | ------- |
| KV Mechelen                | 3-0    | FC Dinamo Bucureşti   | 1-0   | 2-0     |
| St Mirren F.C.             | 1-0    | Tromsø I.L.           | 1-0   | 0-0     |
| Reial Societat             | 2-0    | Śląsk Wrocław         | 0-0   | 2-0     |
| FC Dinamo Minsk            | 4-1    | Gençlerbirliği        | 2-0   | 2-1     |
| Vitosha Sofia              | 2-3    | OFI FC                | 1-0   | 1-3     |
| Merthyr Tydfil F.C.        | 2-3    | Atalanta B.C.         | 2-1   | 0-2     |
| ÍA                         | 0-1    | Kalmar FF             | 0-0   | 0-1(pr) |
| Sporting Clube de Portugal | 6-4    | FC Swarovski Tirol    | 4-0   | 2-4     |
| Vllaznia                   | 6-0    | Sliema Wanderers      | 2-0   | 4-0     |
| RoPS                       | 1(c)-1 | Glentoran F.C.        | 0-0   | 1-1     |
| 1. FC Lokomotive Leipzig   | 0-1    | Olympique de Marsella | 0-0   | 0-1     |
| Aalborg Boldspilklub       | 1-1(p) | Hajduk Split          | 1-0   | 0-1(pr) |
| Újpest FC                  | 2-3    | FC Den Haag           | 1-0   | 1-3     |
| FC Dunajská Streda         | 3-4    | BSC Young Boys        | 2-1   | 1-3     |
| Avenir Beggen              | 0-8    | Hamburger SV          | 0-5   | 0-3     |
| Ajax Amsterdam             | 6-0    | Dundalk F.C.          | 4-0   | 2-0     |

## Segona ronda
| Equip 1               | Global | Equip 2                    | Anada | Tornada |
| --------------------- | ------ | -------------------------- | ----- | ------- |
| KV Mechelen           | 2-0    | St Mirren F.C.             | 0-0   | 2-0     |
| Reial Societat        | 1-1(c) | FC Dinamo Minsk            | 1-1   | 0-0     |
| OFI FC                | 1-2    | Atalanta B.C.              | 1-0   | 0-2     |
| Kalmar FF             | 1-5    | Sporting Clube de Portugal | 1-0   | 0-5     |
| Vllaznia              | 0-2    | RoPS                       | 0-1   | 0-1     |
| Olympique de Marsella | 7-0    | Hajduk Split               | 4-0   | 3-0*    |
| FC Den Haag           | 2-2(c) | BSC Young Boys             | 2-1   | 0-1     |
| Hamburger SV          | 0-3    | Ajax Amsterdam             | 0-1   | 0-2     |

*Partit finalitzat 2-0 pel Hajduk Split, atorgat 3-0 pel Marseille per violència del públic.

## Quarts de final
| Equip 1        | Global | Equip 2                    | Anada | Tornada |
| -------------- | ------ | -------------------------- | ----- | ------- |
| KV Mechelen    | 2-1    | FC Dinamo Minsk            | 1-0   | 1-1     |
| Atalanta B.C.  | 3-1    | Sporting Clube de Portugal | 2-0   | 1-1     |
| RoPS           | 0-4    | Olympique de Marsella      | 0-1   | 0-3     |
| BSC Young Boys | 0-2    | Ajax Amsterdam             | 0-1   | 0-1     |

## Semifinals
| Equip 1               | Global | Equip 2        | Anada | Tornada |
| --------------------- | ------ | -------------- | ----- | ------- |
| KV Mechelen           | 4-2    | Atalanta B.C.  | 2-1   | 2-1     |
| Olympique de Marsella | 2-4    | Ajax Amsterdam | 0-3   | 2-1     |

## Final
L'Ajax es convertí en el cinquè equip europeu que fracassava en l'intent de guanyar dues finals seguides de la Recopa d'Europa. A la final d'Estrasburg, el seu botxí va ser el Malines, que guanyava el seu primer títol continental en la seva primera aparició a una copa europea.
| Y.R. K.V. Mechelen | 1 – 0 | AFC Ajax |
| ------------------ | ----- | -------- |
| Den Boer 53'       |       |          |

| Guanyador de la Recopa d'Europa 1987-88 |
| --------------------------------------- |
| Y.R. K.V. Mechelen Primer títol         |